# Alejandra García
Alejandra García Flood (Buenos Aires, 13 de junio de 1973) es una atleta olímpica argentina, especializada en salto con garrocha. Representó a su país en los juegos olímpicos de Sídney 2000, Atenas 2004 y Pekín 2008.

## Carrera
Alejandra es dueña de la mejor marca argentina en salto con garrocha, ésta fue de 4,43 metros, conseguida el 3 de abril de 2004 durante una competencia desarrollada en la ciudad de Santa Fe. En los Juegos Panamericanos de Winnipeg '99 consiguió el oro saltando 4,30 metros. Además obtuvo la medalla dorada en los Juegos Iberoamericanos de Río de Janeiro 2000 y Guatemala 2002. También participó en los panamericanos de Río 2007 finalizando en la cuarta colocación. Obtuvo el Premio Konex - Diploma al Mérito en la disciplina Atletismo en 2000 y 2010.

### Juegos Olímpicos
En su primera participación olímpica en Sídney, con 27 años, quedó eliminada en primera ronda tras lograr saltar 4,15 metros, finalizando en la posición número 18 de su grupo. En Atenas saltó 4,30 metros en la ronda clasificatoria que le permitió entrar a la final (hecho histórico para el atletismo argentino). En la etapa definitoria logró saltar 4,20 metros y se posicionó en la 18° posición, coronando su mejor participación en un juego olímpico con 31 años. En su despedida de las pistas a nivel olímpico Alejandra terminó con una marca de 4,15 metros finalizando en la posición número 31 del grupo A durante los juegos de Pekín 2008, con una edad de 35 años.